# 시모세 마사치카

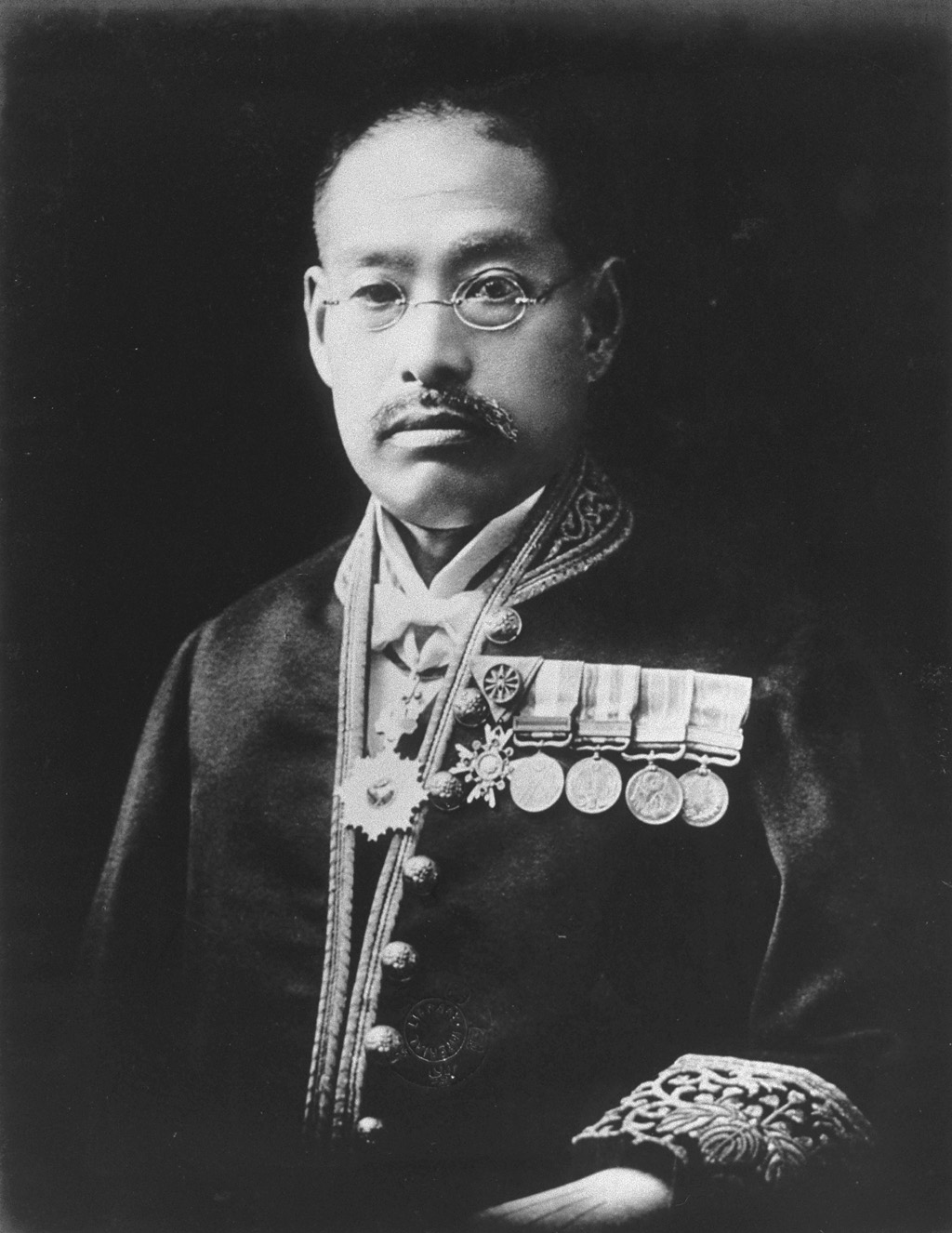
시모세 미사치카

시모세 마사치카(일본어: 下瀬雅允, 1860년 1월 8일 ~ 1911년 9월 6일)는 일본의 발명가, 공학박사, 일본 제국 해군의 군무원으로 시모세 화약을 개발하여 실용화시켰다.

## 생애
시모세는 히로시마 번사 시모세 도쿠노스케(下瀬徳之助)의 장남으로 태어났다. 그가 태어난 아키 히로시마성하 뎃포정(鉄砲町)은 지금의 히로시마시 중심부인 나카구에 위치해 있으며 뎃포정 이름 그대로 에도 시대부터 뎃포 장인들이 모여 살던 마을이었다.
1886년 프랑스인 유젠느 투르팡이 피크린산에서 강력한 작약을 발명했다. ‘멜리나이트’(mélinite)라고 이름을 붙여진 그 화약은 일본에도 판매를 제안받았지만, 당시의 화약 기술은 국가 기밀로 그 정보를 일본이 입수하기 어려웠다. 협상을 맡은 해군 장교가 길게 기른 손톱 사이에 끼워온 소량의 입자 샘플로부터 그것이 가능하게 되었다. 일본에서 개발된 시모세 화약과 동일한 물건인 것이 판명되었기 때문에, 구입은 보류되었다. 또한 시모세 자신도 독자 개발을 주장하고 있었다. 시모세는 실험 사고로 손가락을 잃고서도 여전히 연구를 계속하여 1893년(청일 전쟁 발발 1년 전)에 개발에 성공하여, 국산화했다. 그러나 청일전쟁 때는 양산을 할 수 없어서 사용하지 못했다.

## 시모세 화약
이 시모세 화약은 일본 제국 해군이 러일 전쟁에서 해군포에 사용했다. 강력한 폭발력을 가진 시모세 화약은 러일 전쟁의 승리에 크게 기여했다. 시모세 화약은 파편을 3000 조각 이상으로 터뜨려 피해를 키웠고, 더욱이 탄약이 기화된 가스의 온도는 3000도 이상으로 동판에 칠한 페인트는 알코올처럼 인화하여 배에 화재를 일으켜 상대의 전투 능력을 상실하게 만들었다. 이 군용 폭약은 오랫동안 비밀이 되었고, 여러 나라에서 두려워했다. 제2차 세계 대전에서도 석유의 고갈로, 석유를 주 재료로 하는 TNT 대신 석탄을 주로 사용하는 시모세 화약을 주로 수류탄으로 사용했다.

## 평가
러일 전쟁의 결과는 개국에서 불과 50년도 채 되지 않은 동양의 신흥국 일본이 대국 러시아 제국을 이긴 것으로 유럽 열강에게도 큰 충격을 가져다 주었다. 시모세 화약은 러일 전쟁에서 일본의 주요 승리 요인 중 하나로 거론되고 있다. 결코 축복이라고는 할 수 없는 환경에서 이 같은 세계 수준에 도달하는 발명을 이룬 시모세는 높이 평가를 받았다. 시모세 화약은 우수한 화약이었지만, 당시의 기술로는 취급이 어렵다는 단점도 있었다. 전함 미카사는 1905년에 사세보로 귀항하던 도중 탄약고의 시모세 화약이 유폭하여 폭침, 침몰하는 사고를 일으켰다. 이 사고로 사망자는 699명이었으며, 쓰시마 해전의 일본군 사망자 총 110명을 훨씬 웃도는 대형 참사였다. 시모세는 탄체 내부에 칠을 하면 철과 피크린산의 반응이 억제되는 것을 발견하고, 이를 실용화시켜 포탄을 완성시켰다. 그러나 일본 해군은 포탄을 장기간 보관했을 때의 안전성을 검증할 여유가 없었기 때문에 사고가 났던 것으로 알려져 있다.

## 연혁
- 1859년 12월 16일 - 히로시마번의 사무라이로 총포를 다루던 시모세 토쿠노스케의 장남으로 히로시마시 (현 중구) 텟포오마치에서 태어났다.
- 1884년 - 히로시마 영어 학교 (히로시마 일중의 전신인 현 히로시마 현립 히로시마 고쿠타이지 고등학교)를 거쳐 공과대학(도쿄대학 공학부의 전신) 응용 화학과를 졸업했다. 내각인쇄국에 취직했다. "鎬青(보정)"(빛나는 파란색 염료)과 판면 세정액의 개선, 지폐의 진위 식별에 유효한 흑색 잉크 등을 발명했다.
- 1887년 - 해군 기술자가 되어 아카바네 화약 제조소에서 화약 연구에 전념. 폭발 사고로 왼손에 화상을 입어 손가락이 펴지지 않게 됨
- 1893년 - 시모세 화약을 완성. 해군 기술자에서 승진, 화약제조소 소장.
- 1899년 - 공학박사 학위를 받고, 제국 학사원상을 수상했다.
- 1904년 - 러일 전쟁 발발, 러일 전쟁의 각 해전과 여순 포격으로 시모세 화약의 위력은 유감없이 발휘되었고, 전승에 크게 기여하여 당시 세계적인 반향을 불러 일으켰다.
- 1906년 - 그 공에 의해 훈삼등에 봉해졌다. 이후 시모세 화약 제조법은 극비가 되었지만, 그 실체는 석탄산(石炭酸)을 질화하여 만드는 피크린산이었다.
- 1908년 2월 26일 - 제국학술원 회원이 된다.[1]
- 1911년 9월 6일 53세의 나이로 사망, 도쿄도 도시마구 고마고메의 소메이 영원(染井霊園)에 묻힘. 시모세 화약 제조소가 있었던 니시가하라(현재 도쿄도 기타구) 공장 부지 인근에 시모세를 딴 ‘시모세자카’(下瀬坂)라고 이름이 붙여진 비탈이 있다.[2]